# Comuna Cârța, Harghita
Cârța (în maghiară Karcfalva) este o comună în județul Harghita, Transilvania, România, formată din satele Cârța (reședința) și Ineu.

## Demografie
Componența etnică a comunei Cârța
     Maghiari (96%)
     Alte etnii (4%)
Componența confesională a comunei Cârța
     Romano-catolici (93,83%)
     Alte religii (2,41%)
     Necunoscută (3,76%)
Conform recensământului efectuat în 2021, populația comunei Cârța se ridică la 2.527 de locuitori, în scădere față de recensământul anterior din 2011, când fuseseră înregistrați 2.709 locuitori. Majoritatea locuitorilor sunt maghiari (96%). Din punct de vedere confesional, majoritatea locuitorilor sunt romano-catolici (93,83%), iar pentru 3,76% nu se cunoaște apartenența confesională.

## Politică și administrație
Comuna Cârța este administrată de un primar și un consiliu local compus din 11 consilieri. Primarul, Tibor Gábor[*], de la Uniunea Democrată Maghiară din România, este în funcție din 2004. Începând cu alegerile locale din 2024, consiliul local are următoarea componență pe partide politice:
|  | Partid                                 | Consilieri | Componența Consiliului | Componența Consiliului | Componența Consiliului | Componența Consiliului | Componența Consiliului | Componența Consiliului | Componența Consiliului | Componența Consiliului | Componența Consiliului | Componența Consiliului | Componența Consiliului |
|  | -------------------------------------- | ---------- | ---------------------- | ---------------------- | ---------------------- | ---------------------- | ---------------------- | ---------------------- | ---------------------- | ---------------------- | ---------------------- | ---------------------- | ---------------------- |
|  | Uniunea Democrată Maghiară din România | 11         |                        |                        |                        |                        |                        |                        |                        |                        |                        |                        |                        |

## Persoane născute aici
- Gheorghe Mártonffy (1663 - 1721), episcop catolic;
- Albert-László Barabási (n. 1967), fizician și profesor universitar, emigrat în SUA.
- Hunor Kelemen (n. 1967), europarlamentar, deputat și politician român de etnie maghiară din partea UDMR.